# Romina Fix
Romina Fix (25 de marzo de 1995) es una deportista alemana que compitió en ciclismo en la modalidad de trials, ganadora de una medalla de plata en el Campeonato Europeo de Ciclismo de Montaña de 2011.

## Palmarés internacional
| Campeonato Europeo | Campeonato Europeo | Campeonato Europeo | Campeonato Europeo |
| Año                | Lugar              | Medalla            | Competición        |
| ------------------ | ------------------ | ------------------ | ------------------ |
| 2011               | Biella ( Italia)   | Medalla de plata   | Trials 20″/26″     |